# Новодворцы (Слуцкий район)
Новодворцы (бел. Навадво́рцы) — деревня в Слуцком районе Минской области Республики Беларусь. В составе Кировского сельсовета.

## География
Ближайшие населённые пункты Клепчаны, Огородники, Слуцк и др.

#### Гидрография
Рядом протекает река Случь.

## История
В 1909 году в Царевской волости Слуцкого уезда Минской губернии Российской империи, 440 жителей, 62 дворов.
С 16 июля 1954 года по 22 сентября 1980 года деревня являлась центром Кировского сельсовета.

## Население
- 1999 год — 704 жителей (перепись населения)
- 2009 год — 641 жителей (перепись населения)[3]
- 2019 год — 517 жителей (перепись населения)[5]

## Инфраструктура
Библиотека

## Достопримечательность
- Мемориал участникам Великой Отечественной войны.
- Часовня Рождества Пресвятой Богородицы (н. XX в.)
- Арт-пространство «Натхненне» в здании бывшей школы (ул. Кирова, 50)[6].